# Norman Borlaug
Norman Ernest Borlaug (ur. 25 marca 1914 w Cresco, zm. 12 września 2009 w Dallas) – amerykański uczony pochodzenia norweskiego, laureat Pokojowej Nagrody Nobla.

## Zarys biografii
Był agronomem i hodowcą, zajmującym się doskonaleniem roślin hodowlanych. Od 1966 był pracownikiem Międzynarodowego Ośrodka Uszlachetniania Kukurydzy i Pszenicy w Meksyku, w którym wyhodował odporne na choroby i bardzo plenne odmiany pszenicy o krótkiej słomie (tzw. odmiany półkarłowe), dzięki którym zapoczątkował tzw. zieloną rewolucję w wielu krajach Trzeciego Świata, jak Meksyk, Indie, Pakistan i inne kraje Ameryki Płd. i Afryki. Za to osiągnięcie w 1970 otrzymał Pokojową Nagrodę Nobla. Szacuje się, że dzięki zielonej rewolucji, prace Borlauga bezpośrednio przyczyniły się do ocalenia ponad miliarda ludzi przed śmiercią głodową.
Od 1988 był członkiem zagranicznym Polskiej Akademii Nauk.